# Kosciuscola usitatus
Kosciuscola usitatus är en insektsart som beskrevs av Rehn, J.A.G. 1957. Kosciuscola usitatus ingår i släktet Kosciuscola och familjen gräshoppor. Inga underarter finns listade i Catalogue of Life.